# John Boyle
John Martin Boyle (ur. 1 listopada 1934) – australijski zapaśnik walczący w stylu wolnym. Olimpijczyk z Tokio 1964, gdzie zajął szesnaste miejsce w kategorii do 78 kg.

## Letnie Igrzyska Olimpijskie 1964
| Konkurencja      | Rundy eliminacyjne           | Rundy eliminacyjne | Klas. końcowa |
| Konkurencja      | Przeciwnik I                 | Przeciwnik II      | Miejsce       |
| ---------------- | ---------------------------- | ------------------ | ------------- |
| 78 kg styl wolny | Dżigdżidijn Mönchbat (MGL) P | Joe Feeney (IRL) P | 16.           |